# Phyllomacromia bicristulata
Phyllomacromia bicristulata är en trollsländeart som först beskrevs av Legrand 1975.  Phyllomacromia bicristulata ingår i släktet Phyllomacromia och familjen skimmertrollsländor. IUCN kategoriserar arten globalt som livskraftig. Inga underarter finns listade i Catalogue of Life.